# Palio di San Ranieri

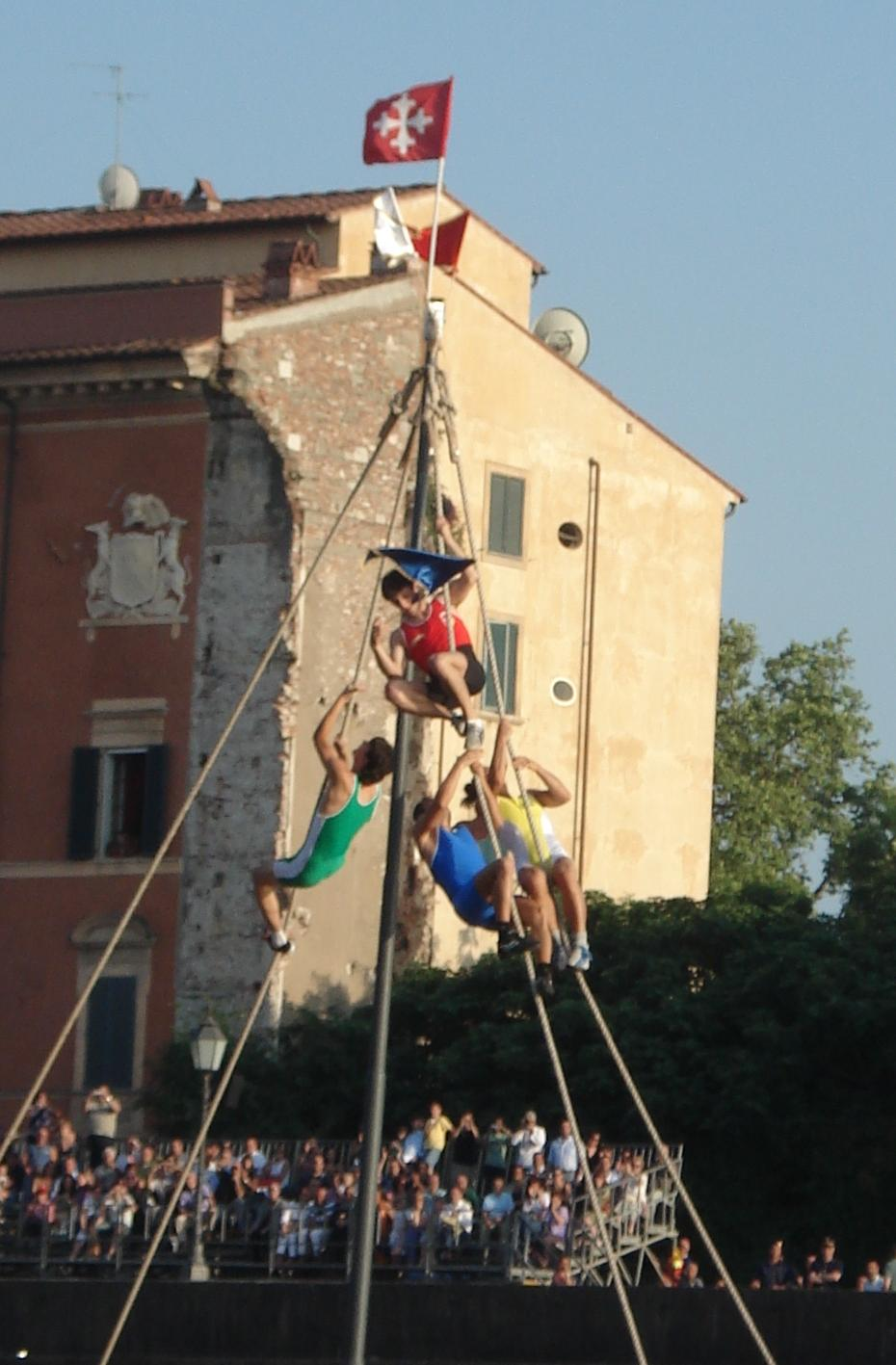
I quattro montatori dei quartieri storici di Pisa si arrampicano sul pennone al traguardo per recuperare il paliotto della vittoria.

Il Palio di San Ranieri è un palio remiero che si disputa a Pisa il 17 giugno, giorno in cui la città celebra il suo Santo patrono San Ranieri. La gara, preceduta da un corteo storico sui lungarni, viene disputata in Arno tra quattro equipaggi in rappresentanza dei quattro quartieri storici della città (San Francesco, San Martino, Santa Maria, Sant'Antonio).

## Le origini
Le prime tracce certe del palio marinaro Pisano risalgono al XIII secolo quando le cronache ricordano un palio svoltosi nell'anno 1292 in occasione delle celebrazioni in onore dell'Assunzione al cielo della Vergine.
Solamente dal 1718 il palio viene disputato il 17 giugno per la ricorrenza del patrono di Pisa San Ranieri.

## Svolgimento
Le imbarcazioni impiegate si ispirano alle tipiche fregate "stefaniane" dell'Ordine Mediceo dei Cavalieri di Santo Stefano. Ogni equipaggio è composto da otto vogatori, un timoniere ed un montatore. Quest'ultimo deve arrampicarsi su un pennone alto dieci metri, posto al traguardo su una piattaforma galleggiante, e recuperare il "paliotto" della vittoria, ossia la bandierina corrispondente al primo (blu), secondo e terzo classificato. La barca del quartiere San Francesco è contraddistinta dal colore giallo, quella di San Martino dal rosso, quella di Santa Maria dal celeste, quella di Sant'Antonio dal verde.
Questa particolare modalità di assegnazione della vittoria si ispira all'impresa di Lepanto del 1571 quando le truppe cristiane, una volta abbordata l'ammiraglia turca, si impadronirono della fiamma da combattimento posta sul pennone dell'imbarcazione musulmana.

## Albo d'oro dal 1934 a oggi

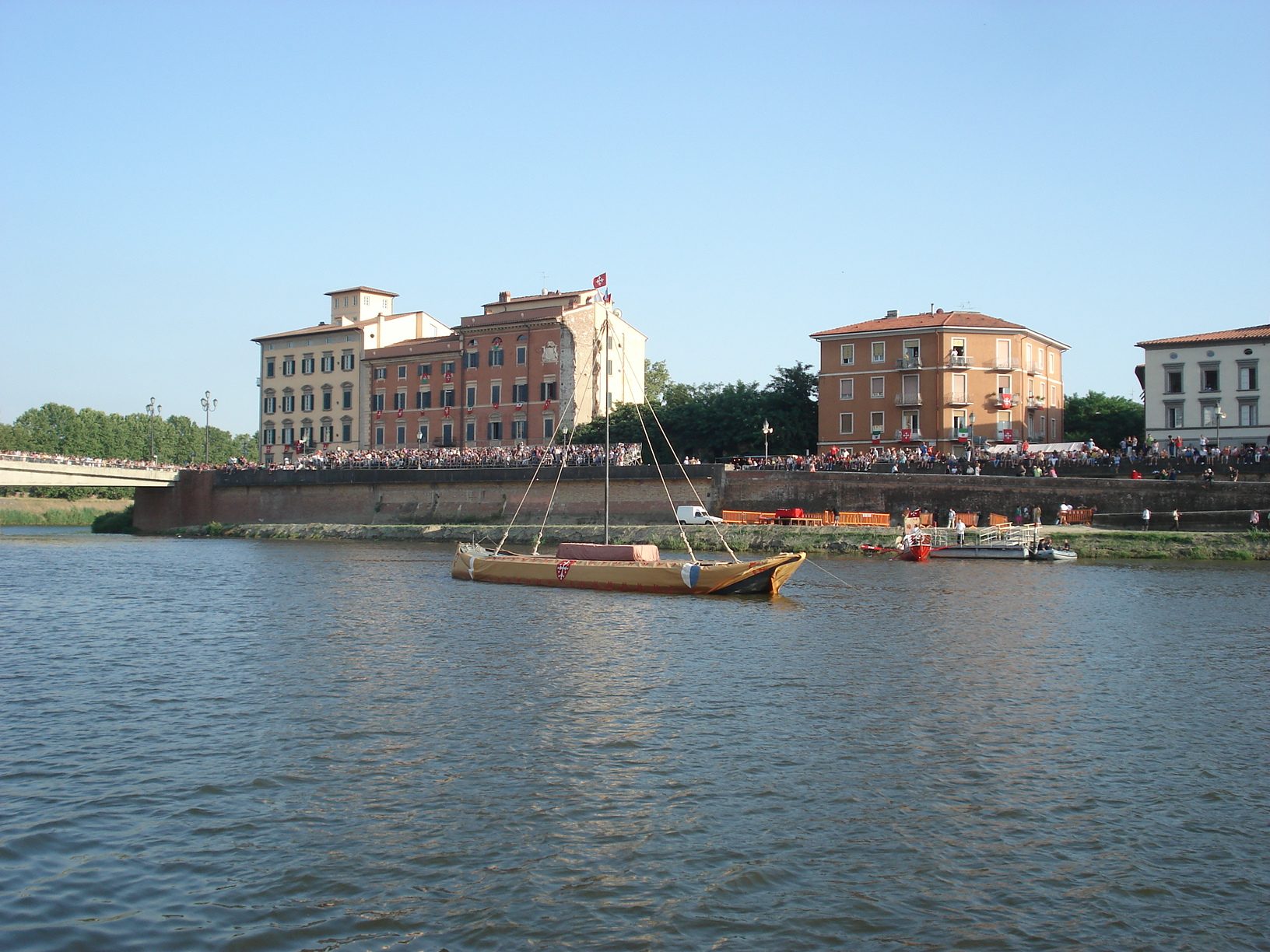
Il traguardo.

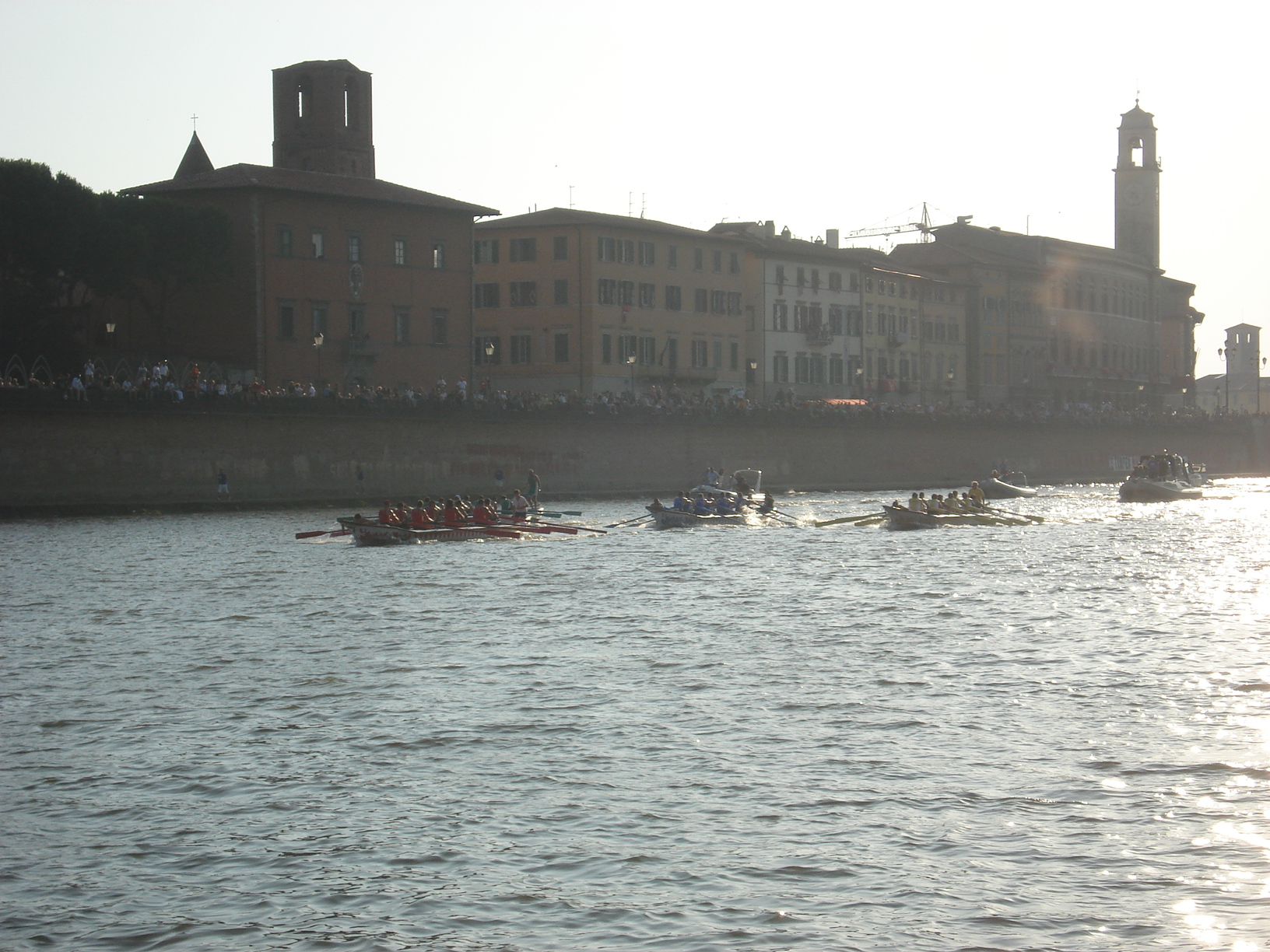
Un momento della gara della regata del 2009. Sono visibili le quattro imbarcazioni dei quartieri storici della città: la barca rossa, in testa, del quartiere San Martino, quella celeste di Santa Maria, quella gialla di San Francesco e quella verde, di Sant'Antonio.

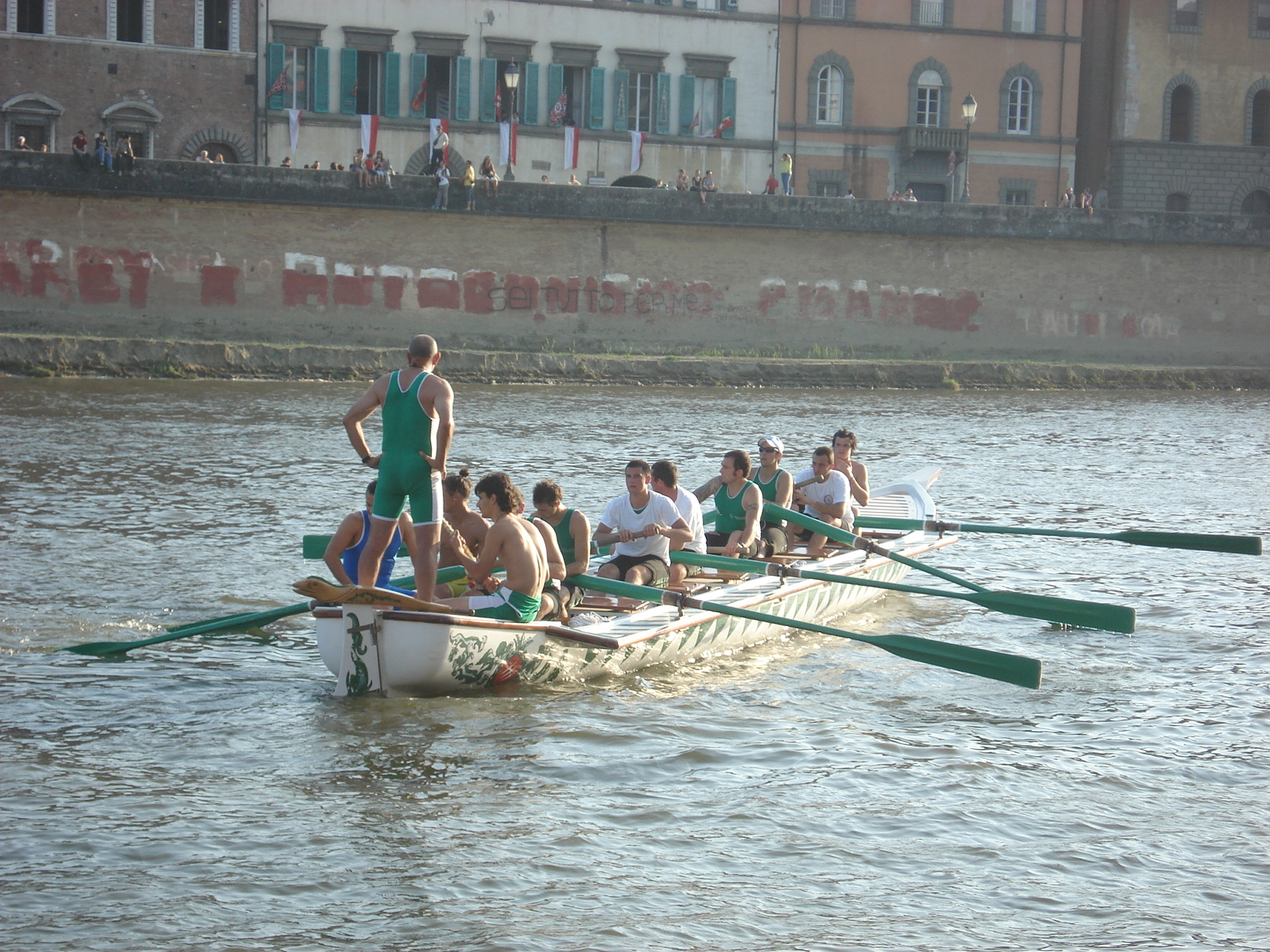
Alla conclusione della gara, la barca del quartiere Sant'Antonio procede verso l'approdo. 17 giugno 2009.

### Vittorie per quartiere
| Quartiere     | Vittorie |
| ------------- | -------- |
| Santa Maria   | 27       |
| Sant'Antonio  | 24       |
| San Martino   | 16       |
| San Francesco | 6        |

### Vittorie anno per anno
| Anno | Quartiere     |
| ---- | ------------- |
| 1934 | Sant'Antonio  |
| 1935 | San Martino   |
| 1936 | Sant'Antonio  |
| 1937 | Sant'Antonio  |
| 1938 | Sant'Antonio  |
| 1939 | Sant'Antonio  |
| 1947 | San Martino   |
| 1948 | San Francesco |
| 1949 | San Francesco |
| 1950 | Sant'Antonio  |
| 1951 | Santa Maria   |
| 1952 | Sant'Antonio  |
| 1954 | Santa Maria   |
| 1955 | Santa Maria   |
| 1956 | San Martino   |
| 1957 | San Martino   |
| 1958 | Santa Maria   |
| 1959 | Santa Maria   |
| 1960 | Sant'Antonio  |
| 1961 | Sant'Antonio  |
| 1962 | Sant'Antonio  |
| 1963 | Sant'Antonio  |
| 1964 | Sant'Antonio  |
| 1965 | Sant'Antonio  |
| 1966 | Sant'Antonio  |
| 1970 | Sant'Antonio  |
| 1971 | Sant'Antonio  |
| 1972 | Sant'Antonio  |
| 1974 | Santa Maria   |
| 1978 | Sant'Antonio  |
| 1979 | Sant'Antonio  |
| 1980 | Sant'Antonio  |
| 1981 | Sant'Antonio  |
| 1982 | Sant'Antonio  |
| 1983 | San Martino   |
| 1984 | Santa Maria   |
| 1985 | Sant'Antonio  |
| 1986 | Santa Maria   |
| 1987 | Sant'Antonio  |
| 1988 | San Martino   |
| 1989 | San Francesco |
| 1990 | San Francesco |
| 1991 | Santa Maria   |
| 1992 | Santa Maria   |
| 1993 | Santa Maria   |
| 1994 | Santa Maria   |
| 1995 | Santa Maria   |
| 1996 | Santa Maria   |
| 1997 | Santa Maria   |
| 1998 | Santa Maria   |
| 1999 | Santa Maria   |
| 2000 | Santa Maria   |
| 2001 | Santa Maria   |
| 2002 | Santa Maria   |
| 2003 | Santa Maria   |
| 2004 | Santa Maria   |
| 2005 | San Martino   |
| 2006 | San Francesco |
| 2007 | San Martino   |
| 2008 | San Martino   |
| 2009 | San Martino   |
| 2010 | Santa Maria   |
| 2011 | San Francesco |
| 2012 | San Martino   |
| 2013 | San Martino   |
| 2014 | San Martino   |
| 2015 | San Martino   |
| 2016 | Santa Maria   |
| 2017 | Santa Maria   |
| 2018 | Santa Maria   |
| 2019 | Santa Maria   |
| 2020 | non disputato |
| 2021 | Santa Maria   |
| 2022 | Santa Maria   |
| 2023 | Santa Maria   |
| 2024 | San Martino   |
| 2025 | San Martino   |